# سياه غل (إيوان)
سياه غل (بالفارسية: سیاه گل) هي قرية تقع في قسم كلان الريفي (مقاطعة إيوان) في إيران. يقدر عدد سكانها بـ 39 نسمة .